# 近东铁筷子
近東鐵筷子是毛茛科鐵筷子屬多年生草本植物。由於近似聖誕玫瑰而在春季開花，因此別稱四旬期玫瑰或大齋期玫瑰（英語：Lenten rose）。原產近東地區的希臘、土耳其和高加索。

## 亞種
- 近東鐵筷子 [Helleborus orientalis subsp. orientalis] 错误：{{Lang}}：文本有斜体标记（帮助）
- 阿布哈茲鐵筷子 [Helleborus orientalis subsp. abschasicus (A.Braun) B.Mathew] 错误：{{Lang}}：文本有斜体标记（帮助）
- 斑點鐵筷子 [Helleborus orientalis subsp. guttatus (A.Braun & F.W.H.Sauer) B.Mathew] 错误：{{Lang}}：文本有斜体标记（帮助）

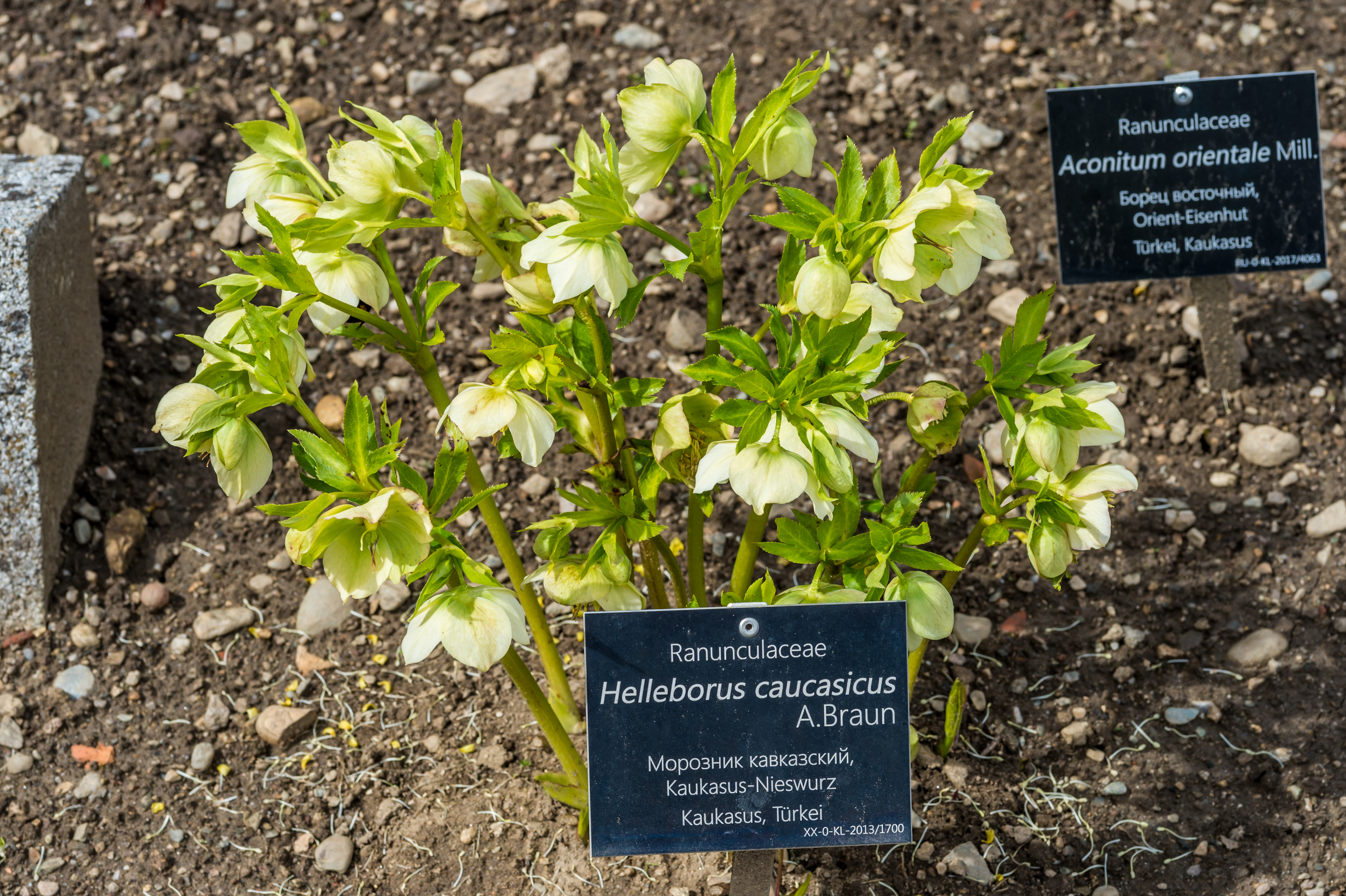
近東鐵筷子
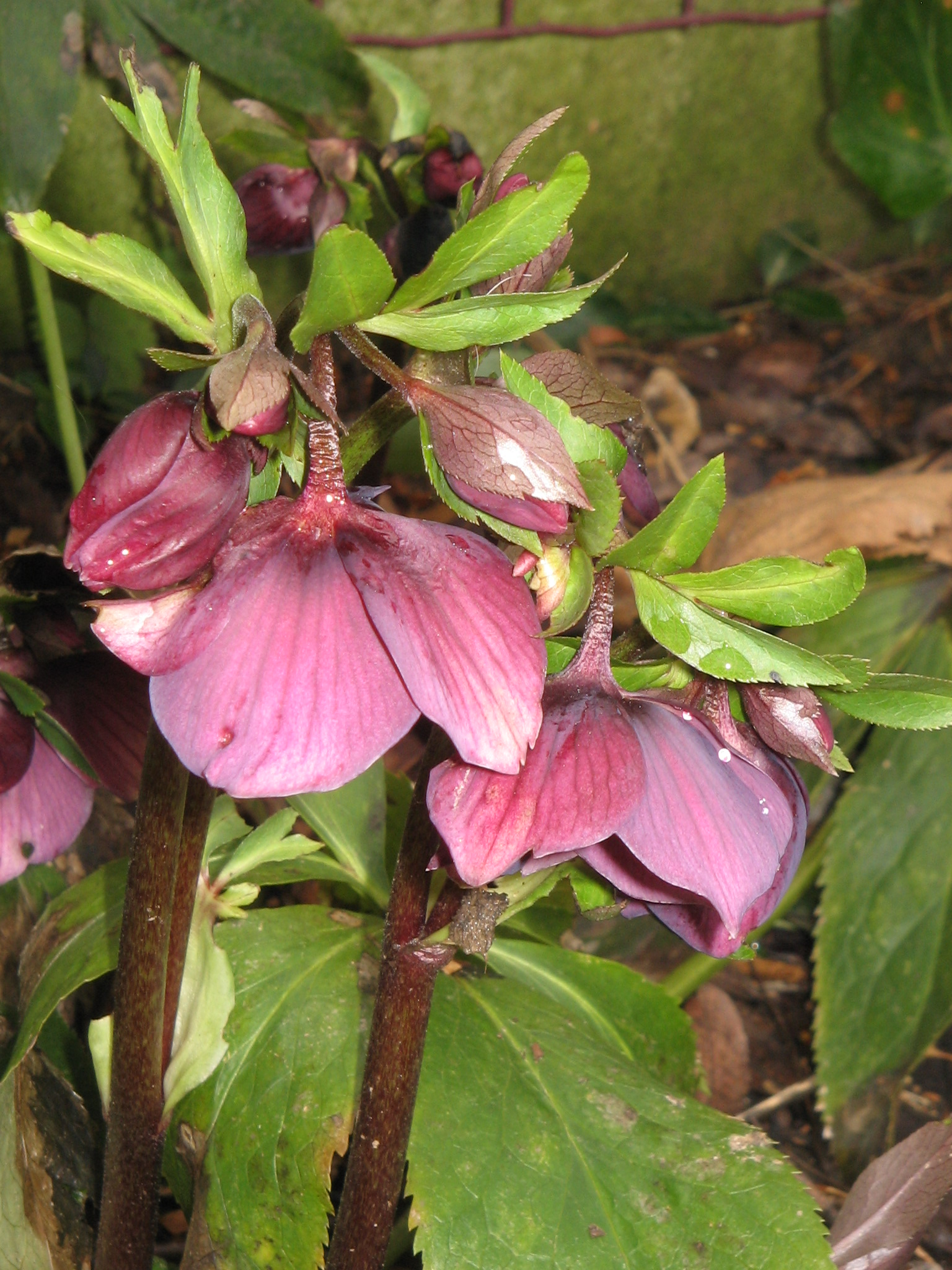
阿布哈茲鐵筷子
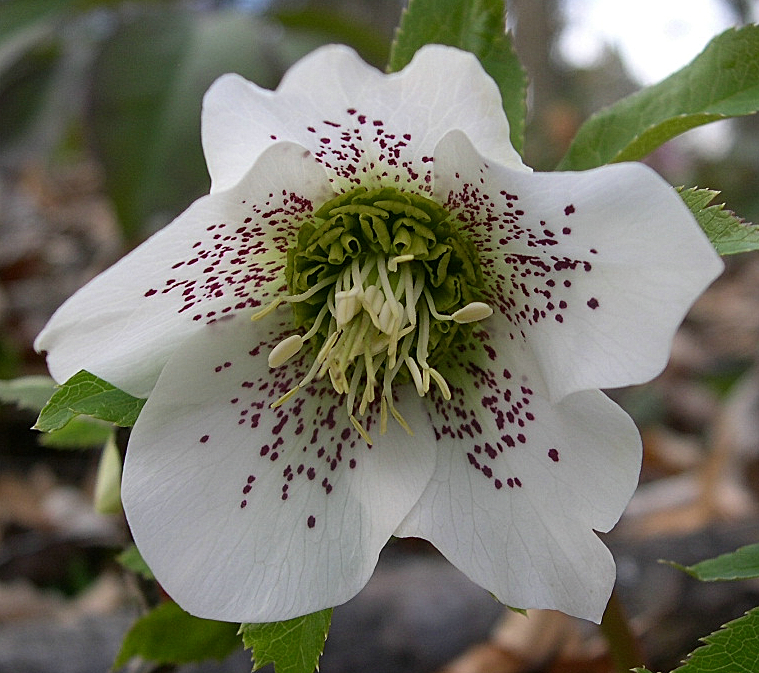
斑點鐵筷子